# Masreliez teorem
Masreliez teorem beskriver en rekursiv algoritm inom tekniken för utvidgade Kalmanfilter, uppkallad efter den svensk-amerikanske fysikern Johan Masreliez, som är dess upphovsman. Algoritmen uppskattar tillståndet hos ett dynamiskt system med hjälp av ofta ofullständiga mätningar behäftade med distorsion.

## Historik
Masreliez doktorsavhandling 1972 handlade om "robust estimering" och han tog fram en "estimator" för ett slags robust medelvärde. Denna garanterar alltid en maximal varians för symmetriska sannolikhetsfördelningar, som har en känd procent av sannolikhet i vardera ’svansen’ oberoende av hur fördelningen ser ut i övrigt. Sedan utvecklade han detta resultat till att konstruera ett "robust" Kalman-filter för approximativ icke-gaussisk filtrering med linjär och observationell tillståndsekvation (1975).
Masreliez och hans kollega Douglas Martin var först med användningen av stokastisk approximation i samband med robust estimering.
Martin introducerade en klass av robust interpolator och ”smoother” algoritmer motiverade av ett teorem, vilket gäller som approximativ utjämnare av betingat medelvärde för vektoriella Markovprocesser i additivt ickegaussiskt brus. Hans teorem är den utjämnande motsvarigheten till Masreliez teorem. Martins teorem bygger på antagandet att en viss betingad täthet är gaussisk, precis som Masreliez’ resultat.

## Tillämpningar
Teoremet har sedan dess fått ett antal tillämpningar, till exempel att med god approximation uppskatta det exakt villkorade medelvärdet i icke-Gaussiska observationslägen. Ett exempel på praktisk tillämpning kan vara att ta fram korrekt och kontinuerligt uppdaterad information om ett objekts position och hastighet utifrån en serie icke perfekta observationer av objektets position vid tröghetsnavigering. Metoden används i många och vitt skilda tekniska tillämpningar från radar till datorseende. Liknande applikationer finns bland navigeringssystem som GNSS och specifikt GPS, där robusta estimeringstekniker har god potential. Några andra områden där teoremet spelar roll är 
- Autopilot
- Brain-machine interface
- Dynamisk positionering
- Väderprognoser

## Kalkyl
Spangle (2008) ger bland annat en klar matematisk formulering av teoremet i en översiktlig simuleringstillämpning.
Den huvudsakliga beräkningen med Masreliez teorem är att utvärdera skattningsfunktionen, vilken direkt uppskattar måltillstånden. Den skalära approximationen för skattningsfunktionsvärderingen kan utsträckas till vektorobservationer. Simuleringar och utvärderingar av Kumar och Kashyap (2006) har visat att Masreliez-algoritmens prestanda är relativt bättre än det konventionella Kalmanfiltrets i betydande närvaro av färgat brus vid observationen.